# Highland Park (Michigan)
Highland Park ist eine City in Wayne County im US-Bundesstaat Michigan. Sie liegt rund neun Kilometer nördlich des Stadtzentrums von Detroit und ist 2,97 Quadratmeilen (7,70 km²) groß. Sie ist fast vollständig vom Stadtgebiet Detroits umschlossen. Das U.S. Census Bureau hat bei der Volkszählung 2020 eine Einwohnerzahl von 8.977 ermittelt.
Die Stadt vereinte einst einen erheblichen Teil der in der Region ansässigen Automobilindustrie auf sich und gehörte zu den reichsten Kommunen in der Region. Infolge des wirtschaftlichen Strukturwandels in der zweiten Hälfte des 20. Jahrhunderts erfuhr die Stadt einen jahrzehntelangen Niedergang. Sie hat seit 1950 drei Viertel ihrer Einwohner verloren. Zu Beginn der 2020er Jahre hatte sie weniger Einwohner als im Jahr 1918, in dem sich das 1889 gegründete Village Highland Park zur City erheben ließ. Mit einer Armutsquote von geschätzt 41 % (2021) ist Highland Park die ärmste Kommune in der Region Detroit überhaupt.
Aufgrund der Umstände, die die Situation Detroits auf engem Raum konzentriert widerspiegeln, wurde die Stadt in der Literatur als „Detroit von Detroit“ bezeichnet.:183

## Lage und Ausdehnung
Die Stadt liegt inmitten des geschlossenen Siedlungsgebiets der Metropolregion Detroit und ist von allen vier Seiten von Detroit umgeben. Einzige Ausnahme ist ein rund 400 Meter langer Grenzabschnitt zur Stadt Hamtramck im Osten, mit der Highland Park zusammen eine Enklave innerhalb Detroits bildet. Das Stadtgebiet erstreckt sich auf einer Länge von rund drei Kilometern entlang der Woodward Avenue, einer der historischen Ausfallstraßen Detroits, zu beiden Seiten je 1,25 Kilometer tief ins Landesinnere.
Nach Osten hin begrenzen die Interstate 75 und die Bahnstrecke Durand–Detroit, als Holly Subdivision eine Strecke der ehemaligen Grand Trunk Western Railroad, das Stadtgebiet.
Die Wohngebiete konzentrieren sich im Süden, Westen und im äußersten Norden. Diese sind ähnlich wie in Detroit ebenfalls in weiten Teilen von Abwanderung, Armut und Verfall geprägt. Die Bebauung ist marode und stark ausgedünnt; teilweise stehen nur noch einzelne Häuser in der Landschaft.

## Geschichte

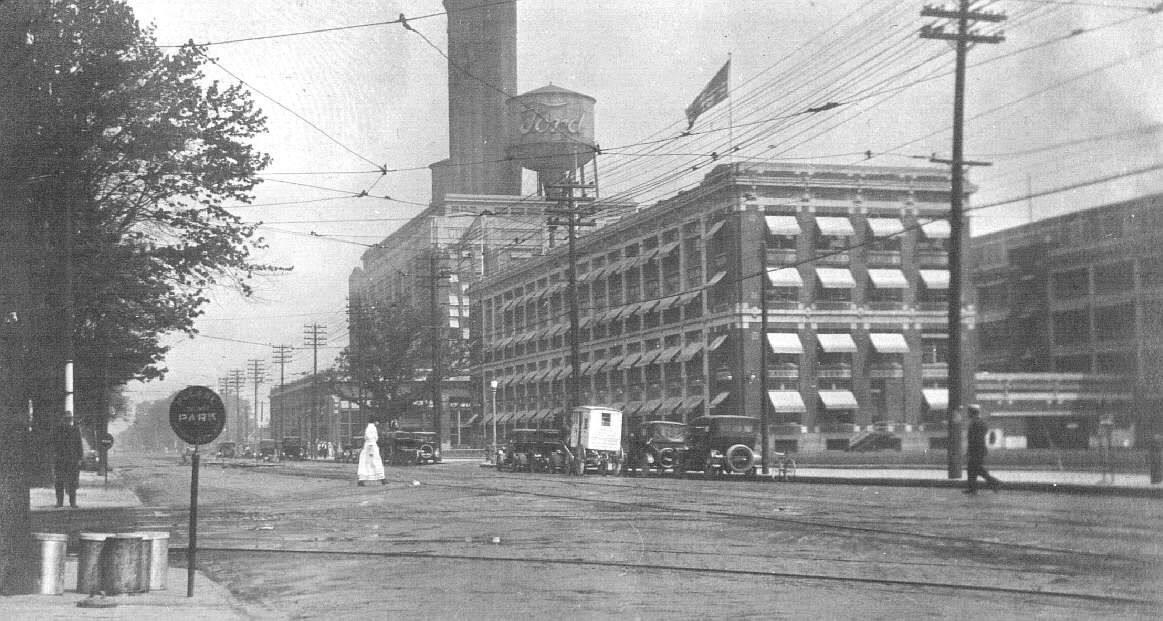
Fordwerk an der Woodward Avenue um 1915

Die Geschichte Highland Parks ist eng mit der Entwicklung Detroits verbunden. 1805 verkaufte die US-Bundesregierung unter anderem jene Ländereien, um den Wiederaufbau Detroits nach dem Stadtbrand von 1805 zu finanzieren. Nach mehreren erfolglosen Versuchen, eine Siedlung zu errichten, gelang dies schließlich 1889 einem gewissen William H. Stevens aus Colorado. Zur Jahrhundertwende wurden 427 Einwohner gezählt.:4–12

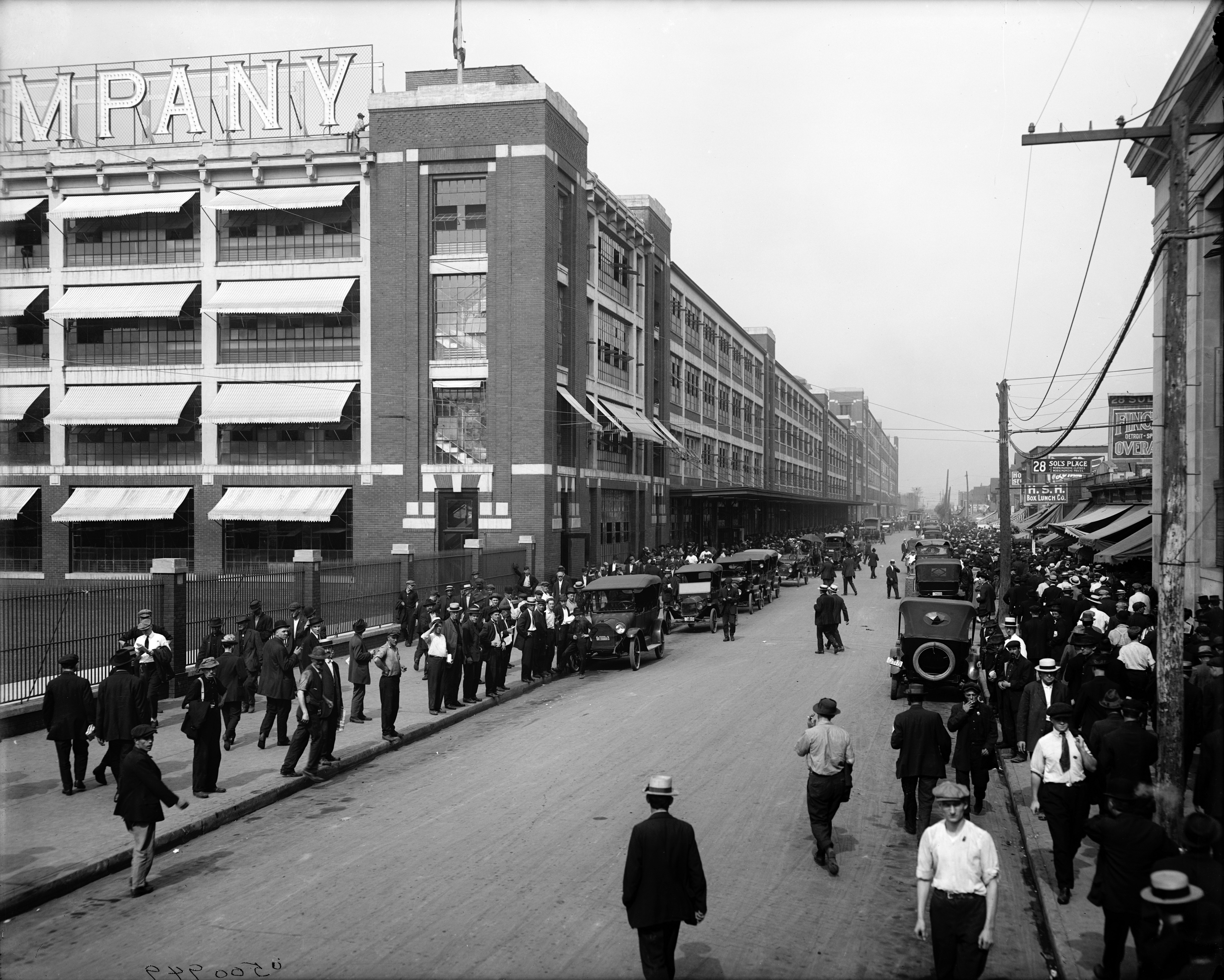
Schichtwechsel bei Ford, 1910er Jahre

Im Jahre 1908 erwarb Henry Ford eine große Parzelle in Highland Park für sein neues Automobilwerk, das der Produktion seines „Modell T“ dienen sollte. Das Werk nahm 1910 seinen Betrieb auf. Die Einführung der neuartigen Fließbandfertigung wenige Jahre später ermöglichte für damalige Verhältnisse enorme Stückzahlen zu sehr günstigen Preisen, was den Absatz stark begünstigte. Innerhalb von acht Jahren hatte Ford vor Ort 36.000 Beschäftigte. Die Einwohnerzahl stieg entsprechend an auf (1920) 46.499 Einwohner. Zugleich entstand ein großer Teil der öffentlichen Infrastruktur, namentlich das Wasserwerk, weiterführende Schulen, ein Krankenhaus, das Rathaus und eine Straßenbahnlinie nach Detroit.:4–12
Doch der Boom währte zunächst nur kurz. Bereits 1926 zog Ford nach Dearborn westlich von Detroit um, weil die hiesige Fabrik zu klein geworden war. Jedoch hatte Chrysler zur selben Zeit ganz in der Nähe ein zweites großes Werk aufgebaut, welches von nun an 65 Jahre lang der größte Arbeitgeber in der Stadt war.:4–12
Im Jahre 1918 ließ sich Highland Park zur Stadt (city) erheben. Damit wehrte sich die Kommune erfolgreich gegen die seinerzeit drohende Eingemeindung nach Detroit und den damit verbundenen Abfluss der örtlichen Steuereinnahmen.:4–12 Allerdings hat diese Maßnahme in der heutigen Zeit den Nachteil, dass die Stadt ihre sozialen Probleme und ihre hohen öffentlichen Defizite alleine tragen muss und nicht auf größere Gebietskörperschaften umlegen kann.:182

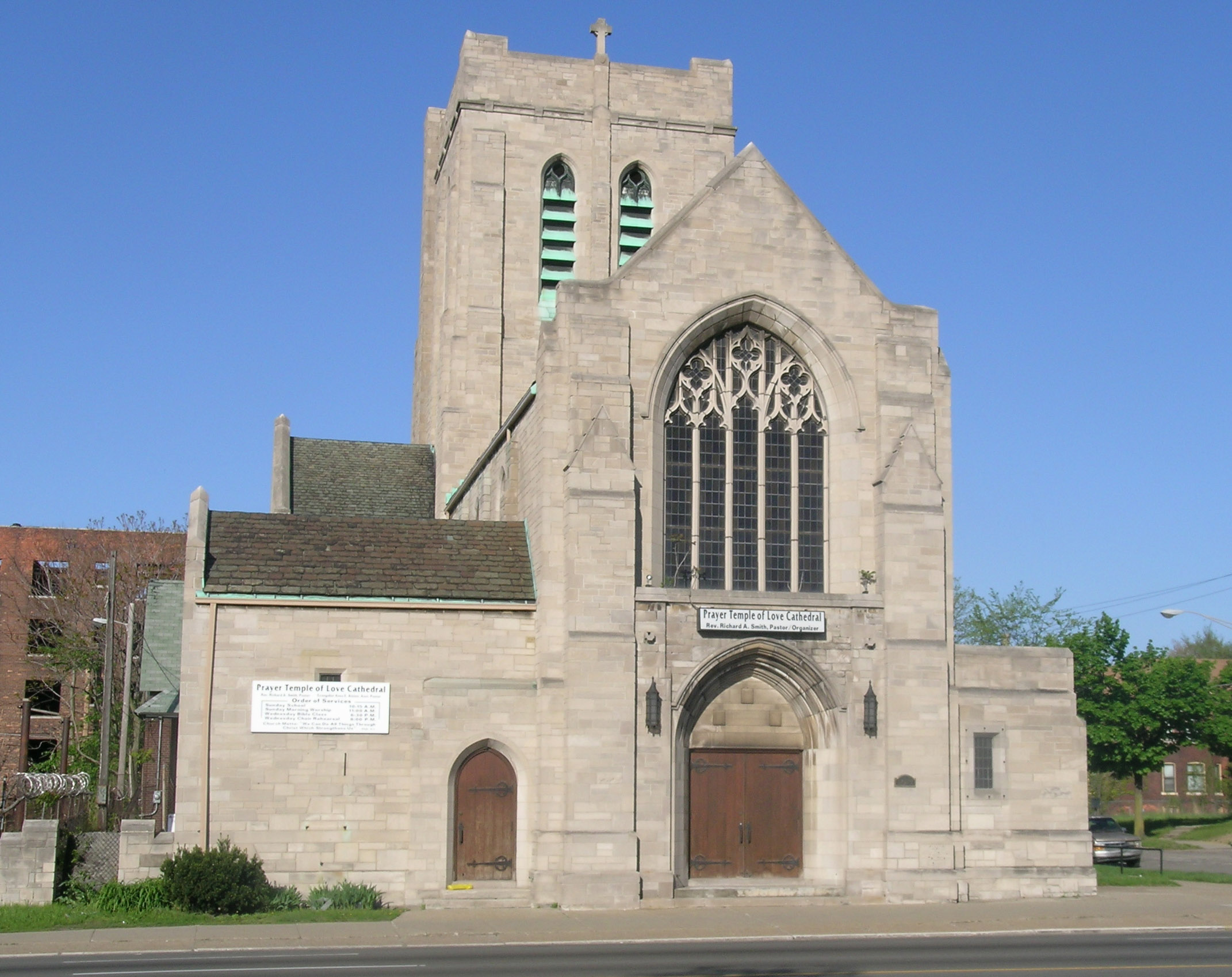
Denkmalgeschütztes Gebäude der ehemaligen Grace Evangelical Lutheran Church. Aufgrund der veränderten Bevölkerungsstruktur wechselten mehrere Kirchengebäude die Besitzer und damit die Religionsgemeinschaft.

In den 1950er und 1960er Jahren änderte sich das Stadtbild. Infolge der bundesstaatlichen Eigenheimförderung und dem Bau der Interstate Highways entstanden an den äußeren Rändern des Ballungsraums ausgedehnte Neubaugebiete, während Highland Park mit seinem mittlerweile in die Jahre gekommenen Baubestand als Wohnstandort zunehmend unattraktiv wurde.:4–12 Infolgedessen zog die etablierte, ursprünglich mehrheitlich weiße Wohnbevölkerung zunehmend in die neuen Vororte, während Immigranten aus dem Süden der USA, vorwiegend Schwarze, in das Stadtgebiet nachrückten.

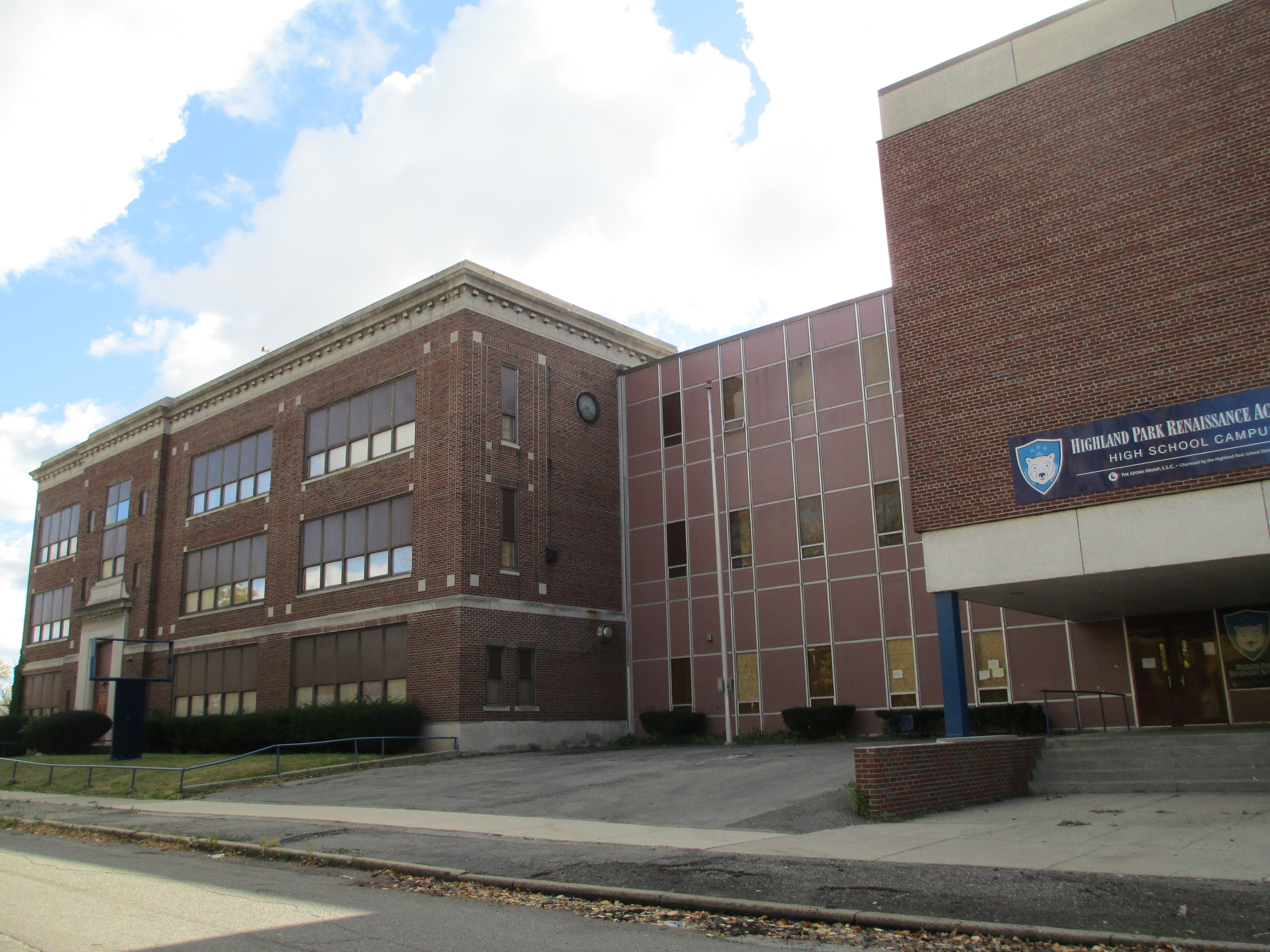
Die ehemalige High School, die 2015 geschlossen wurde

Gleichermaßen ging auch die ortsansässige Automobilindustrie als ökonomisches Standbein immer mehr verloren. Ford gab seine letzte Produktionsstätte vor Ort 1973 auf, und als Chrysler 1979 am Rande des Bankrotts stand, musste Highland Park auf Millionen Steuergelder verzichten. Als der Konzern 1991 sein Forschungs- und Entwicklungszentrum und ein Jahr später auch die Konzernzentrale ins rund 30 Kilometer nördlich gelegene Auburn Hills verlegte, gingen der Stadt auf einen Schlag 40 Prozent der Arbeitsplätze und 25 Prozent der Steuereinnahmen verloren. Obwohl die Stadt dafür insgesamt 44 Millionen Dollar Ausgleichszahlungen erhielt und neues Gewerbe angesiedelt werden konnte, erholte sie sich von diesem Aderlass nicht mehr.:4–12,30 2001 wurde die Stadt aufgrund ihrer desolaten Haushaltslage schließlich für acht Jahre unter Zwangsverwaltung gestellt, 2012 auch der bis dato autonome Schulbezirk mit seinen angesehenen öffentlichen Schulen. Im Zuge der Ausgabenkürzungen wurden unter anderem weite Teile der Straßenbeleuchtung abgebaut und alle weiterführenden Schulen geschlossen.
Die Stadt selbst war 2011 mit 58 Millionen Dollar hoch verschuldet. Gleichzeitig ist die überwiegend aus den 1920er und 1930er Jahren stammende öffentliche Infrastruktur weitgehend marode. Highland Park schuldete im Jahr 2013 allein den Energieversorgern vier Millionen Dollar und den damaligen Detroiter Wasser- und Abwasserwerken 17 Millionen Dollar für die Abwasserbeseitigung. Die der Great Lakes Water Authority für Wasser und Abwasser geschuldete Summe belief sich nach einem Gerichtsurteil im Frühjahr 2023 auf rund 24 Millionen US-Dollar, was das zweieinhalbfache des jährlichen städtischen Gesamtaufkommens aus der Eigentumssteuer war. Im April 2023 beschloss der Rat der Stadt, die Feststellung der Zahlungsunfähigkeit nach Chapter 9 des Insolvenzrechts der Vereinigten Staaten unter Aufsicht des Bundesstaates zu beantragen. Dem wurde vom Bundesstaat aber nicht entsprochen.
Abgesehen von der nicht aus eigener Kraft begleichbaren Wasser- und Abwasserrechnung waren die kommunalen Finanzen seit der zweiten Hälfte der 2010er Jahre solide: Die Altschulden wurden reduziert und der Haushalt verzeichnete Überschüsse. Auch die Armutsquote der Bevölkerung ist von 2015 bis 2021, auf weiterhin hohem Niveau, zurückgegangen. Die Überforderung durch die Wasserrechnung ist ein Ergebnis der anhaltend zu geringen Leistungsfähigkeit der Stadt im Angesicht des Sanierungsstaus bei der für heutige Bedarfe überdimensionierten Infrastruktur. Dieses grundlegende Problem erscheint auch durch eine Restrukturierung der Schulden, Entschuldung oder erneute Zwangsverwaltung durch den Bundesstaat nicht nachhaltig behebbar.

### Demographie
Bei der statistischen Schätzung im Jahr 2015 kam Highland Park auf 11.102 Einwohner, über 35.000 weniger als noch 1950, 2020 war die Bevölkerung weiter auf 8.977 gefallen. Das Median-Haushaltseinkommen betrug 2015 17.250 Dollar und damit nur 32 % des US-Durchschnitts. Die Arbeitslosenquote lag bei 32 Prozent, die Armutsquote bei 49,3 Prozent. Damit stellen sich die ökonomischen Verhältnisse sogar noch schlechter dar als in Detroit.
|                                              | USA             | Detroit       | Highland Park |
| -------------------------------------------- | --------------- | ------------- | ------------- |
| Bevölkerung 1950                             | 151.325.798 Ew. | 1.849.568 Ew. | 46.393 Ew.    |
| Bevölkerung 2015                             | 316.525.021 Ew. | 677.116 Ew.   | 11.102 Ew.    |
| Veränderung in %                             | +109,2 %        | -63,4 %       | -76,1 %       |
| Anteil Schwarzer (2010)                      | 12,6 %          | 82,7 %        | 93,5 %        |
| Armutsquote (2015)                           | 15,5 %          | 40,3 %        | 49,3 %        |
| Median-Haushaltseinkommen (2015)             | 53.889 $        | 25.764 $      | 17.250 $      |
| Arbeitslosigkeit (2015)                      | 8,3 %           | 24,9 %        | 32,0 %        |
| Medianwert selbstgenutzter Immobilien (2015) | 178.600 $       | 42.300 $      | 36.000 $      |

## Wirtschaft und Infrastruktur

### Industrieunternehmen
Die einst bedeutenden Industriegebiete erstrecken sich mehrheitlich in einem l-förmigen Korridor entlang der Bahnstrecken nördlich und östlich um den Stadtkern herum. Vor allem entlang der ehemaligen Ringbahn liegen viele Betriebe brach oder sind zu Ruinen verfallen. Im südöstlichen Bereich sind dagegen industrielle Aktivitäten zu verzeichnen. Die wichtigste Branche ist immer noch die Autoindustrie; bedeutende Arbeitgeber sind hier die Autozulieferer Magna International, Johnson Controls und Valeo. Größter Arbeitgeber war im Jahr 2000 die Dialogmarketingfirma Budco/Dialog Direct, die auch 2023 dort noch ihren Hauptsitz hat.:30

### Verkehr

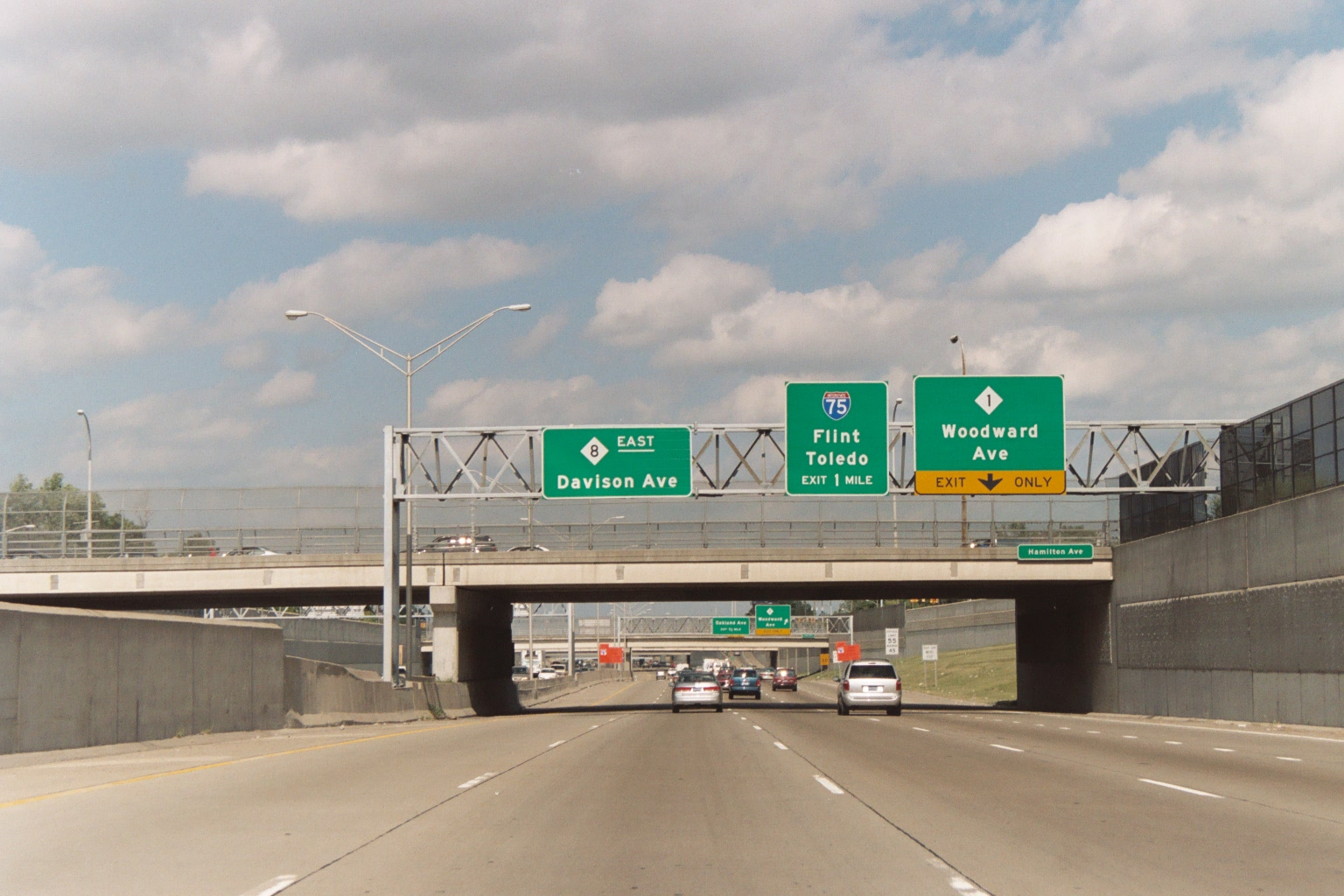
Davison Freeway (2005)

Im Stadtgebiet gibt es Hauptstraßen mit einer Gesamtlänge von ca. 11,25 Kilometern (7 Meilen) und Nebenstraßen mit einer Gesamtlänge von ca. 74 Kilometern (46 Meilen).:7
Der 1942 eröffnete Davison Freeway war der erste in Troglage durch eine amerikanische Stadt hindurch gebaute Freeway. Diese seit 1993 als Teil der Route M-8 vom Bundesstaat unterhaltene Schnellstraße teilt das Stadtgebiet in eine nördliche und südliche Hälfte. Parallel dazu und in einigem Abstand verläuft die Trasse der dort stillgelegten und abgebauten ehemaligen Ringbahn der Detroit Terminal Railroad durch den Norden der Stadt.
Züge im Teilnetz Michigan Services von Amtrak Midwest auf der Linie „Wolverine“ von Chicago nach Pontiac passieren mehrmals täglich den östlichen Rand des Stadtgebiets ohne Halt. Die nächstgelegene Station ist Detroit an der Baltimore Street südlich von Highland Park.
Mehrere Stadtbus-Linien des Kommunalunternehmens Detroit Department of Transportation bedienen Highland Park. In der Stadtmitte, wo sich im Bereich der Kreuzung von Manchester Street und Woodward Avenue die Automobilwerke befanden, enden mehrere Linien. Die Linie „4 Woodward“ entlang der Woodward Avenue verkehrt jeden Tag rund um die Uhr. (Stand 2023)

### Wasserwirtschaft
Ein städtisches Wasserwerk baute Highland Park im Jahr 1888.:7 Es bereitete Rohwasser aus dem Lake St. Clair auf und wurde im Jahr 2013 wegen fehlender Instandhaltung geschlossen. Auf Anordnung des Bundesstaates bezieht die Stadt seitdem ihr Trinkwasser von der den Südosten Michigans bedienenden Great Lakes Water Authority, in der das ehemals kommunale Detroit Water and Sewerage Department im Rahmen des Insolvenzfahrens der Stadt Detroit 2013/2014 aufgegangen war. Es wird aus dem Detroit River aufbereitetes Trinkwasser geliefert.
Ein Austausch von Trinkwasserrohren aus Blei war mit Stand 2023 für 100 Millionen US-Dollar nötig, und aus alten Trink- und Abwasserrohren geht ständig Wasser verloren.
Die Stadt war in vergangenen Jahrzehnten wiederholt vom Detroit Water and Sewerage Department wegen nicht gezahlter Abwassergebühren verklagt worden. Ende der 1990er Jahre kam es zu einer Einigung. 2013 wurde Highland Park erneut verklagt. Über den ausstehenden Betrag von 17,7 Millionen US-Dollar für Abwasser und Trinkwasser einigte man sich im Jahr 2020 zunächst außergerichtlich. Bei der Great Lakes Water Authority waren bis 2023 Schulden in Höhe von rund 24 Millionen Dollar aufgelaufen. Da Highland Park seit 2013 nur ungefähr die Hälfte des geforderten und für die Abwasserbeseitigung benötigten Geldes aufbringen konnte, zahlten die übrigen Kommunen an die Great Lakes Water Authority einen entsprechend höheren Anteil. Mit Wasser und Abwasser zusammengenommen ging es rückwirkend um bis zu 58 Millionen Dollar. Der Bundesstaat bewilligte im April 2023 rund 20 Millionen Dollar für Highland Parks Wasserrechnung und im gleichen Jahr kam es zu einer Einigung über einen Schuldenerlass und eine Sanierung des Leitungsnetzes.

### Öffentliche Einrichtungen
Die Stadtverwaltung sitzt im Rathaus Robert B. Blackwell Municipal Building an der Woodward Avenue im Süden der Stadt. Im ehemaligen Schulverwaltungsgebäude 13233 Hamilton Avenue sitzen die zentrale Polizeidienststelle und das 30. Bezirksgericht von Michigan (unterste Instanz mit limited jurisdiction).:15–16
Das historische erste Rathaus im Quartier Civic Center an der Gerald Street wurde noch vom Village Highland Park 1911 errichtet, ein Jahr nach Eröffnung des Fordwerks. Es beherbergte zunächst, wie in amerikanischen Kleinstädten des 19. Jahrhunderts üblich, die Stadtverwaltung, das Gemeindegericht, die Polizei und die Feuerwehr. Da es für die rapide wachsende Gemeinde zu klein war, wurde es mit Nebengebäuden erweitert und dann durch benachbarte Neubauten ergänzt: Die Polizei bezog 1917 ihr Hauptquartier, die Stadtverwaltung und das Gericht 1927 das Municipal Building.:11 Das erste Rathaus wurde daraufhin zur Feuerwache umgebaut. Es ist in schlechtem baulichen Zustand erhalten und in privater Hand. Das 1927 eröffnete Municipal Building steht seit dem Ende der Nutzung 2001 in mittelmäßigem Erhaltungszustand leer.:11

#### Öffentliche Sicherheit
Das Highland Park Police Department saß ab 1911 im Civic Center zunächst im historischen ersten Rathaus und ab 1917 in einem eigenen Gebäude, das 1999 aufgegeben und 2012 abgerissen wurde.
Von 1984:11 oder 1985 bis 2001 waren Polizei und Feuerwehr zu einem Public Safety Department zusammengelegt. Davon versprach sich die schrumpfende Stadt Einsparungen durch erhöhte Produktivität. Die Beschäftigten waren gleichermaßen als Polizisten wie als Feuerwehrleute tätig. Mit Beginn der Zwangsverwaltung der Stadt 2001/2002 wurde das Public Safety Department aufgelöst.
Zwischen 2001 und 2012 gab es keine Polizeidienststelle,:183 bis 2007 war der Sheriff von Wayne County für die öffentliche Sicherheit zuständig. Ab der Neugründung war die städtische Polizei auf kleine Dienststellen im Stadtgebiet verteilt.:183 Zentrale Dienststelle seit den 2020er Jahren ist 13233 Hamilton Avenue.
Den Rettungsdienst (Emergency Medical Service) im Stadtgebiet erbringt ein durch Ausschreibung ermittelter privater Anbieter.:4–5

#### Feuerwehr
Die städtische Berufsfeuerwehr nutzt ein modernes Wachgebäude. Es wurde nach einem Antrag bei der Federal Emergency Management Agency mit Fördermitteln aus dem American Recovery and Reinvestment Act errichtet und 2013 eingeweiht. Es steht im Civic Center auf dem Grundstück des 2012 abgerissenen ehemaligen Polizeihauptquartiers gegenüber der historischen Feuerwache. Jene war 2005 baufällig und musste leergezogen werden. Die Tatsache, dass danach acht Jahre lang eine alte Lagerhalle am Rand der Stadt als behelfsmäßige Feuerwache diente, zog mediales Interesse auf sich.
Das Highland Park Fire Department fährt pro Jahr im Durchschnitt 800 bis 1000 Einsätze, im Jahr 2021 waren es 912 Einsätze. Im Jahr 2024 waren zum ersten Mal seit 1984 alle 32 Personalstellen besetzt.
Der Fuhrpark besteht aus zwei Löschfahrzeugen, einem Quint (Kombinationsfahrzeug mit Drehleiter) und Unterstützungsfahrzeugen wie einem Pick-up. Die Ausrüstung unterliegt hohem Verschleiß, Fahrzeuge werden zumeist gebraucht beschafft. Ein von Privatpersonen 2011 fabrikneu gespendetes Löschfahrzeug wurde 2012 durch den Aufprall eines Sattelzug-Lkw zerstört. Danach stand zeitweise nur ein einziges intaktes Fahrzeug zur Verfügung, die Drehleiter war wegen defekter Hydraulik nur eingeschränkt nutzbar. Die Kommune Bloomfield Township spendete 2016 ein ausgemustertes Löschfahrzeug. Ein 2013 gebraucht gekauftes Teleskopmastfahrzeug wurde während einer Sturmlage im Jahr 2017 durch ein Feuer im Motorraum unbrauchbar. Ein weiteres, 2019 wieder gebraucht aus Bloomfield Township bezogenes Löschfahrzeug wurde nach dem Heckaufprall eines Pkw 2021 auf dem Davison Freeway zum Restwert veräußert. Mit Fördermitteln des Bundesstaates konnte 2022 ein neuwertiger Quint gekauft werden.

## Kultur und Sehenswürdigkeiten

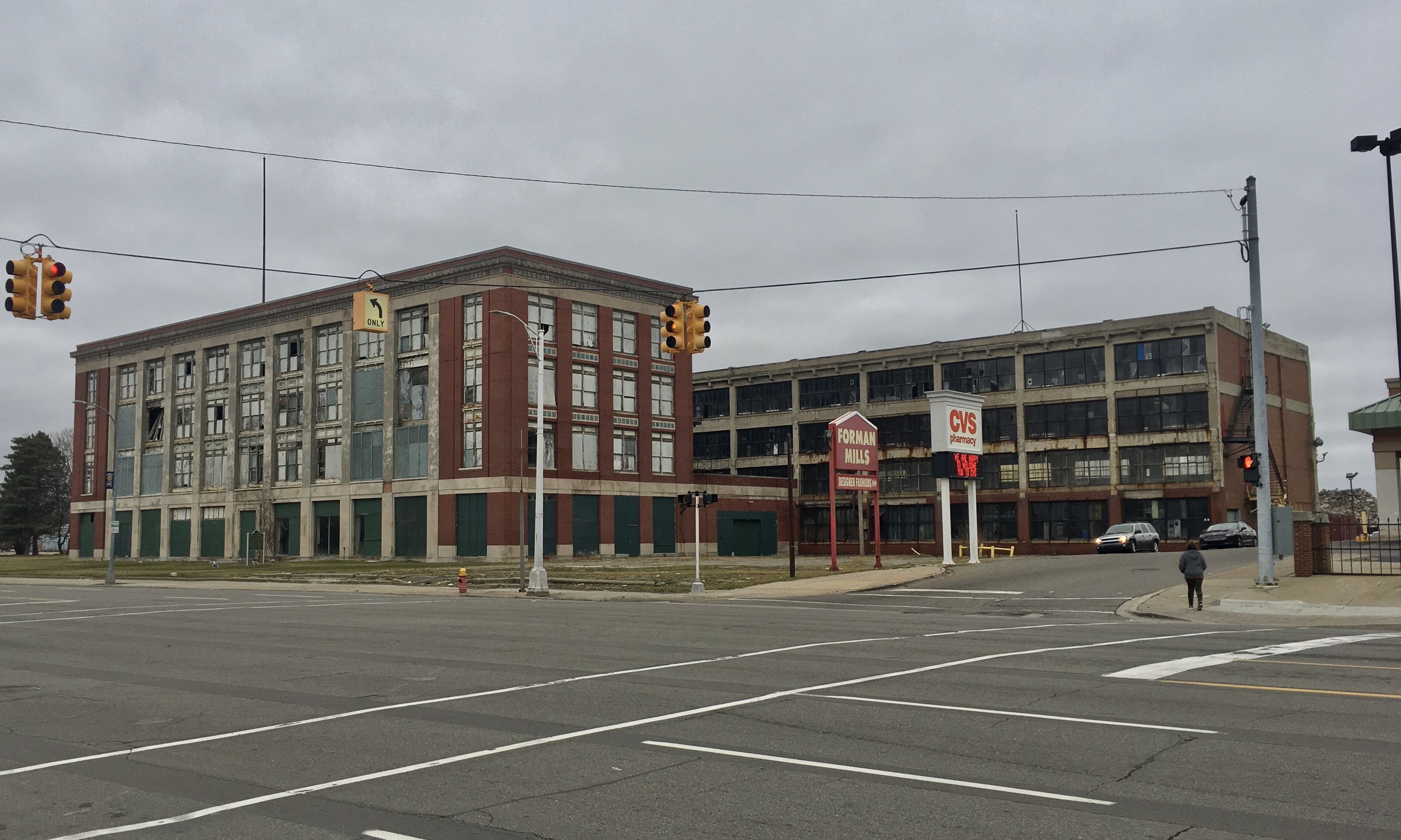
Kopfbau des ehemaligen Fordwerks (2020)

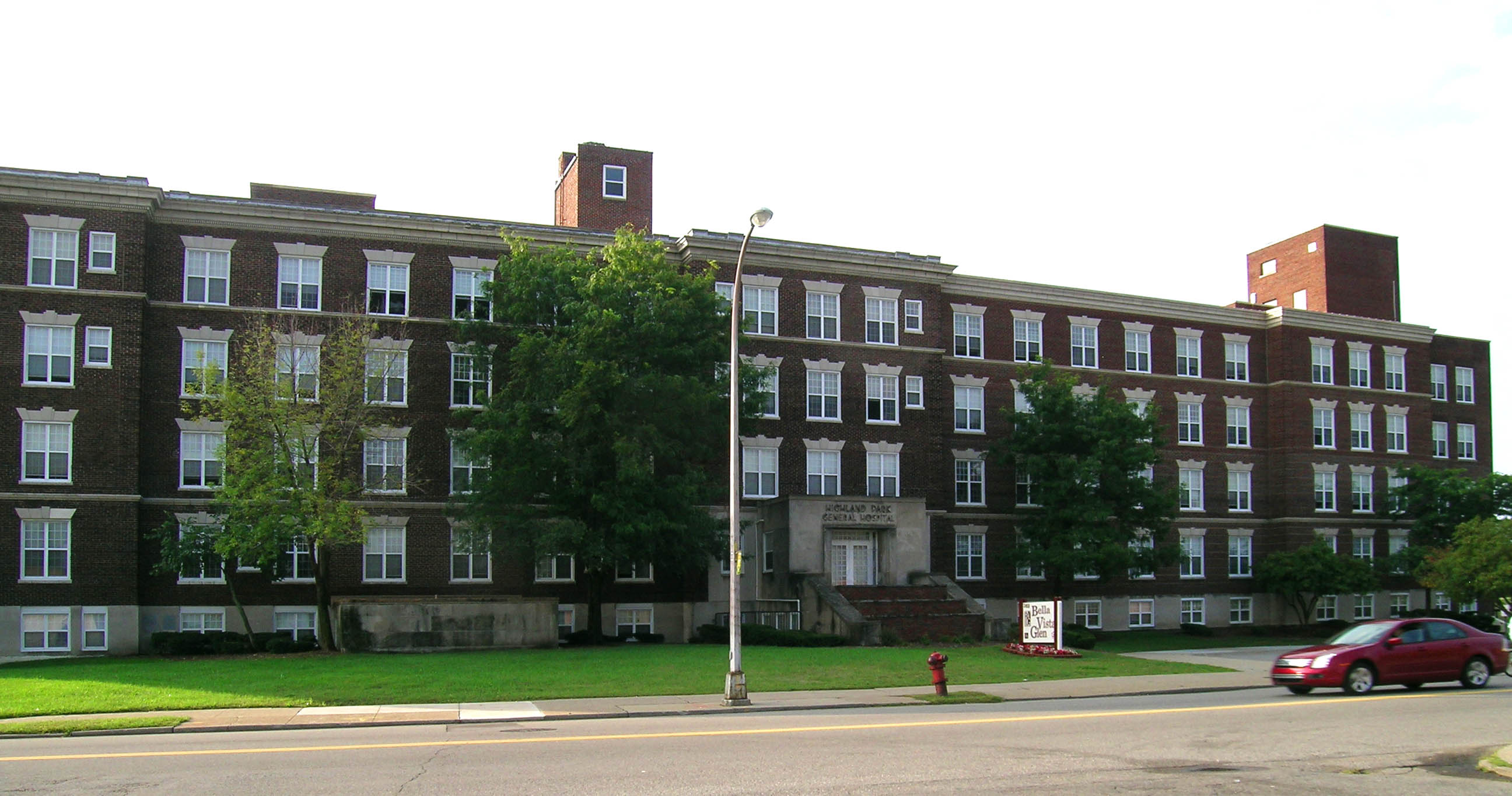
Highland Park General Hospital (2008)

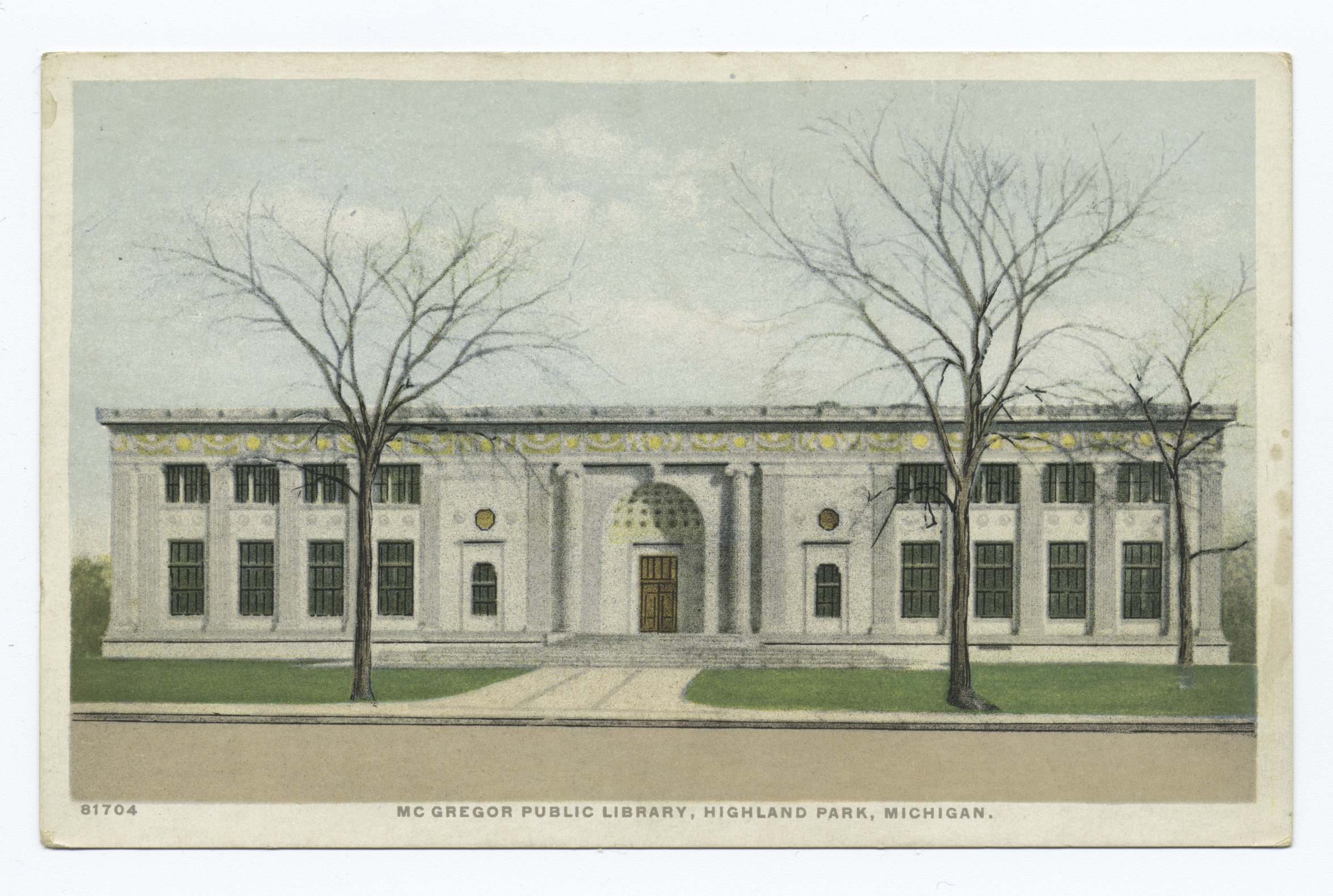
McGregor Public Library (undatierte Postkarte nach 1898)

Eine der ersten einfachen Moscheen der Vereinigten Staaten in entsprechender Formensprache stand ab vermutlich 1921 in Highland Park.:7 Das Gebäude wurde 1926 verkauft und ist nicht erhalten.
Zwei der historischen Gebäude der Stadtverwaltung im Quartier Civic Center an der Gerald Street nahe der Ortsmitte sind erhalten: Die ehemalige Feuerwache war anfangs das 1911 eröffnete erste Rathaus des Village Highland Park, das ehemalige Municipal Building wurde im Stil des Classical Revival errichtet und 1926 oder 1927 eingeweiht.:2,5
Im Stadtgebiet sind verschiedene Gebäude und Ensembles im National Register of Historic Places eingetragen.

### Einzeldenkmäler
Das Fordwerk von Albert Kahn ist seit 1978 ein National Historic Landmark.
Mehrere Kirchengebäude sind seit 1982 im National Register of Historic Place eingetragen:
- Die First United Methodist Church ist ein gotisch geprägter, von der American Arts and Crafts Movement beeinflusster Backsteinbau mit Kalksteinverkleidungen.[48]
- Die Grace Evangelical Lutheran Church wurde zum Teil im neugotischen Baustil errichtet und hat eine helle Kalksteinquader-Fassade, die mit dunkler Schiefer-Dacheindeckung kontrastiert.[49]
- Die Highland Park Presbyterian Church wurde im Stil der Tudor-Gotik aus rotem Backstein mit Kalksteinverkleidungen und roten Terrakotta-Dachziegeln gebaut.[50]

Der Gebäudekomplex des 1916 gegründeten Highland Park General Hospital im äußersten Nordwesten der Stadt besteht als Seniorenwohnanlage fort. Das Krankenhaus war eine der ersten Errungenschaften der neu gegründeten Stadt. Es wurde von 1918 bis in die 1940er Jahre im Neo-Georgianischen Stil errichtet und mehrfach erweitert, danach in schlichter Ausprägung eines modernen Stils ergänzt. Es ist seit 1985 im National Register of Historic Places eingetragen.

### Historische Distrikte

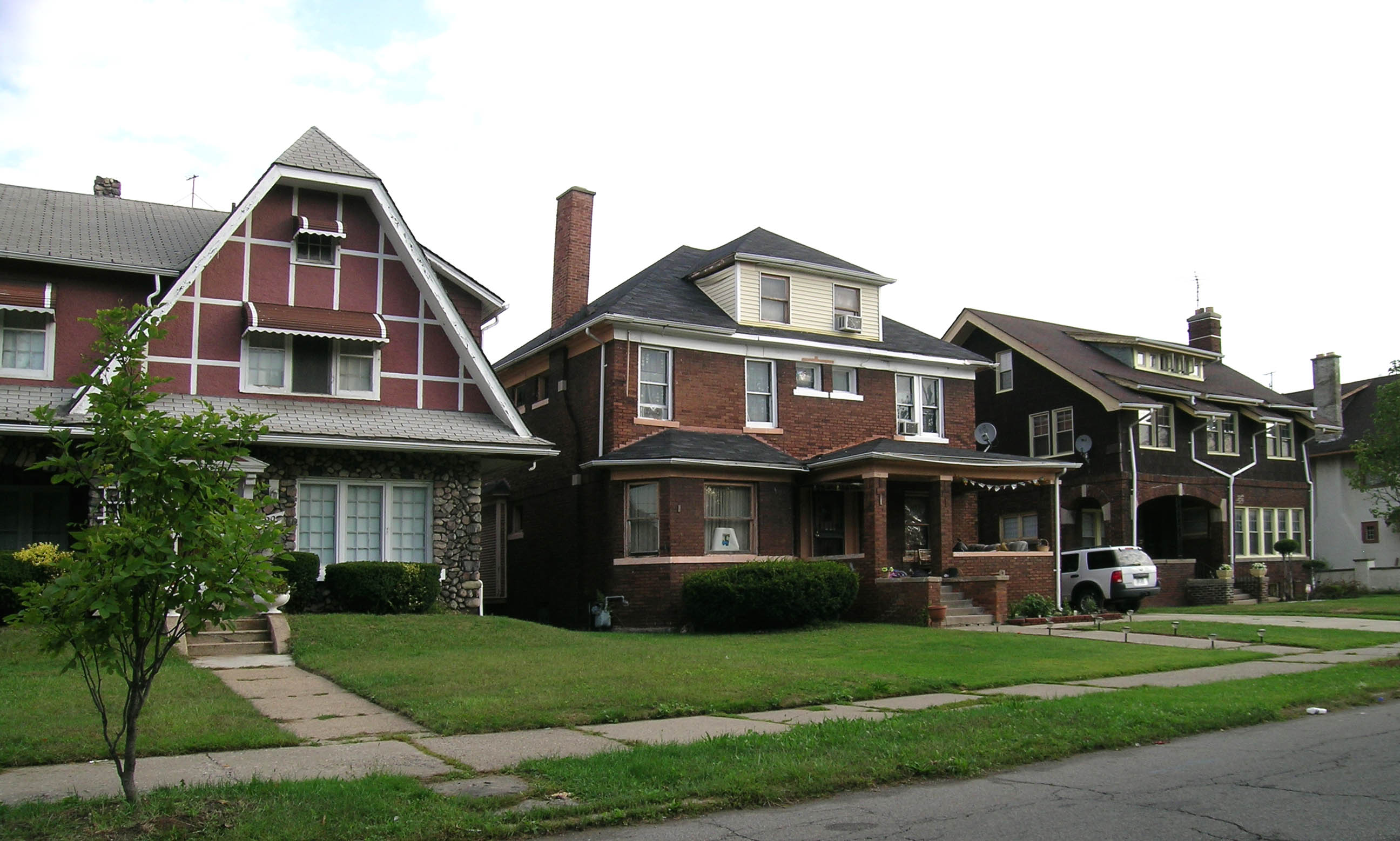
Wohngebäude in Highland Heights-Stevens’ Subdivision (2008)

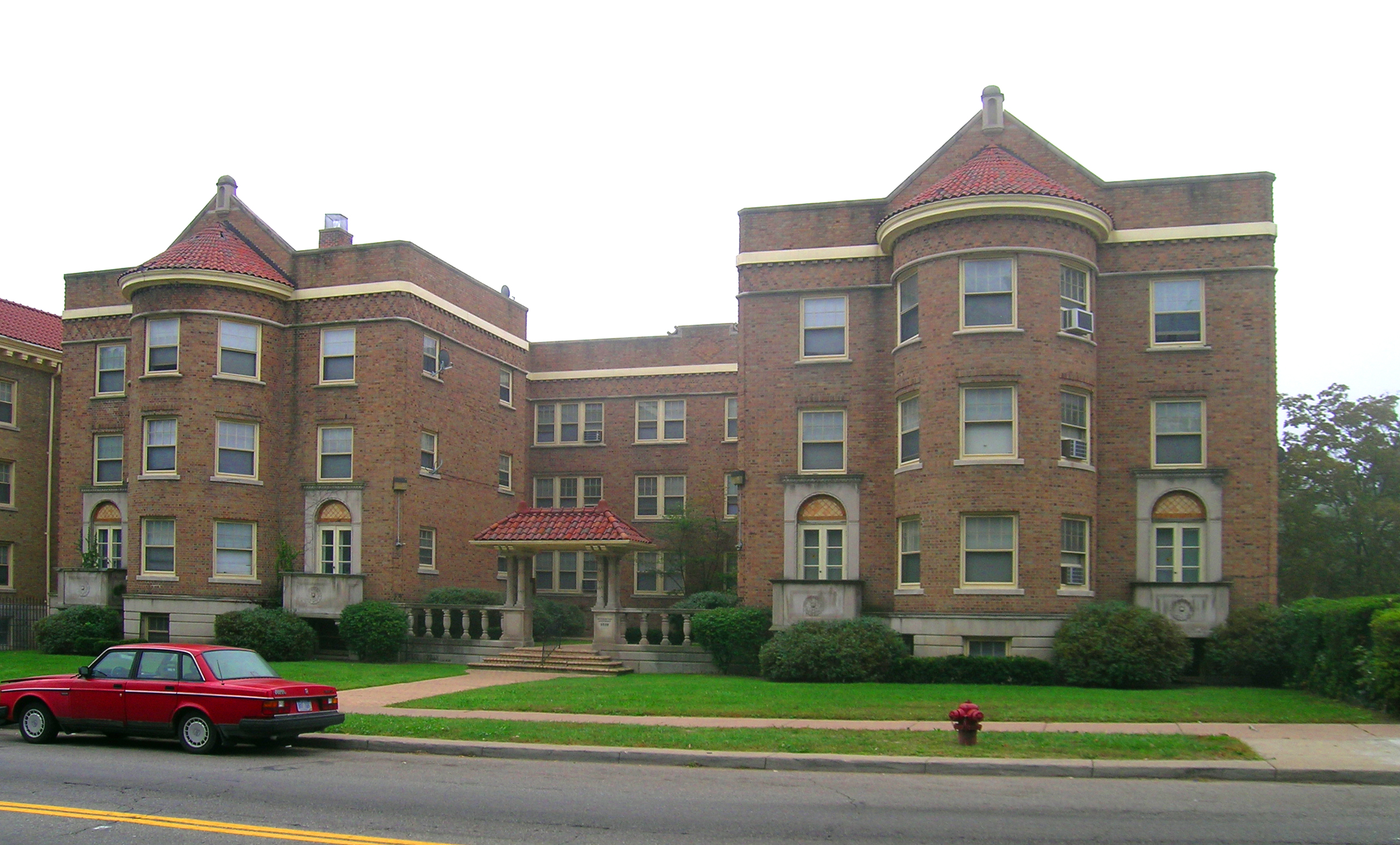
Eines der drei Gebäude im Palmer Park Boulevard Apartments District (2008)

Es sind drei historische Distrikte im National Register of Historic Places eingetragen, deren vergleichsweise gut erhaltene Bausubstanz die regional typischen Gebäude der frühen Moderne repräsentiert.
Der „Highland Heights–Stevens’ Subdivision Historic District“ im Südosten der Stadt ist seit 1988 eingetragen. Er besteht aus rund 400 Einfamilien-Bungalows, als vorherrschender Baustil wird der American Craftsman Style genannt. Als Architekt erwähnt wird Albert Kahn. Als bestimmend eingetragen sind das Gebäude der seit 2002 geschlossenen McGregor Public Library,:9 sowie zwei große Mehrfamilienhäuser, darunter das 2010 ausgebrannte Highland Towers an der Woodward Avenue.
Der „Medbury’s–Grove Lawn Subdivisions Historic District“ im Nordwesten der Stadt ist ebenfalls ein geschlossenes Wohngebiet und seit 1988 eingetragen. Es besteht aus über 250 Gebäuden, die als für den Bundesstaat Michigan herausragende Ansammlung von vornehmlich Bungalows im Stil des Colonial Revival, Tudor Revival und weiteren Baustilen beschrieben wird.
Der „Palmer Park Boulevard Apartments District“ umfasst drei große Mehrfamiliengebäude im äußersten Nordwesten der Stadt, die auf Land errichtet wurden, das zuvor Thomas W. Palmer gehört hatte. Der Distrikt ist seit 1992 eingetragen, als zwei später abgerissene aus dem ursprünglichen Ensemble von fünf Gebäuden bereits durch Feuer beschädigt waren.

## Mit der Stadt verbundene Personen
- Frank Charles Peyraud (1858–1948), Maler
- John K. Dickinson (1918–2010), Soziologe
- Richard Ellmann (1918–1987), Literaturwissenschaftler und Biograf
- Bill Haley  (1925–1981), Rock-’n’-Roll-Sänger und -Musiker
- Jackie Wilson (1934–1984), Rock-’n’-Roll- und Bluessänger[56]
- Rex Cawley (1940–2022), Leichtathlet und Olympiasieger
- Tim Wood (* 1948), Eiskunstläufer
- Steve Smith (* 1969), Basketballspieler